# 安通·斯蒂潘契奇
安通·“托瓦”·斯蒂潘契奇（1949年5月18日—1991年11月20日），出生于杜加雷薩，克罗地亚/南斯拉夫男子乒乓球运动员。他曾获得1枚世界乒乓球锦标赛金牌和4枚欧洲乒乓球锦标赛金牌。